# Годеч
Годѐч е малък град, разположен в Западна България. Той се намира в Софийска област, в близост до град Драгоман. Градът е административен център на община Годеч. Годеч е известен с чистия си въздух и красива природа.

## География
Градът е разположен в планински район. Намира се на 21 км от Драгоман, на 33 км от ГКПП Калотина, на 35 км от Сливница, на 55 км от Берковица и на 50 км от столицата София. На север се издига Берковският дял на Стара планина с връх Ком (2016 м), на юг е разположена Чепън планина с най-висок връх Петровски кръст (1206 м), а на изток са крайните издънки на Мала планина. На запад границата на България със Сърбия е много близо.
Землището на селищната система се характеризира с голямо разнообразие на релефни форми. В източната част на областта Забърге има добре развито котловинно дъно (Гладно поле, 685 м н.в.), което постепенно в западна посока се издига, нахълмява се и придобива ридов характер. След оттичането на плиоценските езерни води един от главните фактори за моделиране на релефа е река Нишава, върху чиито тераси е застроен гр. Годеч.
Релефните форми благоприятстват развитието на земеделието в южните части на жилищната система, където е разположена по-голямата част от обработваемата земя. Склоновете на Стара планина са заети от пасища – от значение за развитието на овцевъдство и говедовъдство.

## История
В града има останки от малък римски храм от II – IV век (вероятно принадлежал на богинята на лова Диана), който е обявен за национален паметник на културата.
Годечкият край е влизал в състава на Шехиркьойската (Пиротска) кааза и нахията Висока.
В подробен регистър на джелепкешаните от 1576 година са отбелязани петима джелепи в село Годеч, които имат задължение да предадат на държавата общо 190 овце – Коче Никола, Димитри Новак, поп Петри, Степан Радослав и Йове Коин.
В джелепкешански регистър на Пиротски кадилък от 1581 година като джелепи са отбелязани местните жители Дмитър Йован, поп Петър и Стоян Радослав, които имат задължението да предадат на държавата общо 85 овце.
Селско общинско управление с. Годеч е основано след Освобождението на България. До 1925 г. към общината са били и кметските наместничества на селата Шума и Лопушна. От 1925 г. с Шума си остава в самостоятелна община. Към общината са били още и кметските наместничества на селата Връбница, Туден, Букьовци, Каленовец, Разбоище, Ропот и Равна. След 9.ІХ.1944 г. функциите на селсъвета се поемат от временните управи. Селско общинско управление с. Годеч е било орган на самоуправление до 1934 г. когато всички органи са били избираеми съгласно Търновската конституция и привременните правила от 1879 г. След 19 май 1934 година тези права са били премахнати. Кмета и заместник кмета / кметски наместник / са били назначавани от Министъра на вътрешните работи, / от областния управител /, а общинския съвет се е състоял от кмета, директора на училището, духовно лице, лекар, ветеринарния и др. длъжностни лица, където е имало такива. С наредба закон от 2.ХІ. 1944 г. се прекратява мандата на общинските съветници. Правата и функциите им се поемат от временните управи до 1949 г. На 15 май 1949 г. са проведени избори за народни съвети съгласно Димитровската конституция на НРБ.
Околийското управление като орган на изпълнителната власт съществува от 1880 г. След деветнадесетомайския преврат от 1934 г. към околийското управление се създава полицейска инспекция, ръководена от полицейски инспектор, а от 1937 г. се нарича полицейски началник.
С победата на деветосептемврийското въстание през 1944 г. полицейските служби и охраната се поемат от отечественофронтовски комитети, а административните служби се изпълняват от съществуващия персонал под контрола и политическото ръководство на комитетите на ОФ.
Околийското управление е било под ръководството и контрола на Окръжното управление-Областна дирекция-София. Окръжния (областния) съвет определя границите на околията и броя на ръководените общини е бил различен.
Околийското управление съдействува за изпълнение на стопанските планове, прибиране на реколтата, издължаване на държавните доставки, назначаване и уволняване по предложение на ОФ комитетите на кметове и помощник-кметове на селските общини в околията.
Народно читалище „Напредък“ е създадено през 1899 г. по инициатива на учители и местна интелигенция. Помещавало се в книжарницата на първия книжар в Годечка околия – един от най-старите учители – Сокол Николов. Около 1908 – 1909 г. читалището се помещава в сградата на училището, а през 1938 г. се настанява в собствена сграда.
След Освобождението Годеч е включен състава на Царибродска околия. През 1905 г. село Годеч, което е център на община от 3 села, наброява 488 души, разпределени в 9 махали: Глотница, Елечанова, Йовкина, Молак, Негулова, Равна, Старо село, Стойкина и Трап. Според Ньойския мирен договор от 1919 година Западните покрайнини са предадени на Кралството на сърбите, хърватите и словенците, а центърът на околията е преместен от Цариброд в Годеч през 1920 година. Повечето жители се преселват в самия град през 1960-те години. Основно препитание е било животновъдството.
През 1908 г. в с. Годеч се открива І-ви прогимназиален клас, в който учат и ученици от околните 6 села. За откриването на прогимназията активна дейност развиват учителят Борис Раденков и кмета на селото Милуш Иванов. Учителите в прогимназията са от първоначалното училище. По-късно, през 1910 г. се открива І-ри прогимназиален клас, а през 1912 и ІІІ-ти клас. Прогимназията става районна за 10 – 15 села. Тогава са назначени и редовни учители по история, български език и френски език.
  След І световна война броят на децата се увеличава. През 1920/1921 учебна година паралелките са 4, а през 1929/1930 учебна година техният брой е 5.
От 1920 г. има околийски медицински лекар с помощник 1 фелдшер. Ръководи и контролира дейността на участъковите здравни амбулатории в околията, които са завеждани от фелдшери и е приемал болни от селата и града до откриването на болница в град Годеч през 1949 г. Със създаването на Околийски народен съвет през 1945 г. функциите му се поемат от отдел „Народно здраве“ към Околийския народен съвет.
На 08.11.1936 г. първоначалното училище и прогимназията се сливат и образуват основно училище. Директорът на прогимназията Борис Манов поема ръководството на училището.
От 12.02.1937 г. за директор на основното училище и средищен директор в Годечка община е назначен Васил Каралеев. Средищните директори контролират директорите на училищата в общината. Съгласно Наредбата за ръководство, надзор и управление на основните училища те ревизират един път в годината административната работа на главните учители и директорите; в края на учебната година дават на околийския училищен инспектор отчет за състоянието на учебното дело в средището.
От 1.12.1941 г. първоначалното училище и прогимназията отново стават самостоятелни.
През 1935 г. с писмо № 17127 на Министерство на Народното стопанство се открива Допълнително земеделско училище – с. Годеч с прием на ученици, завършили успешно прогимназиалното си образование. Възрастовата граница за момчетата и момичетата е 17 години. В училището има два отдела: мъжки и девически с по два курса от пет месеца. В мъжкия отдел се изучава земеделие, скотовъдство, млекарство, пчеларство, овощарство, градинарство, земеделски занаяти и др. в девическия отдел се изучава шев, кроене, плетене, готварство, консервиране и др. Обучението е безплатно. Към него има и пансион за учениците, които не са от Годеч. Училището притежава работилница за домашно консервиране. Завършилите училището могат да продължат образованието си в по-горните земеделски училища, като им се зачита времето за обучение в Годечкото училище.
ТПК „Победа“ – Годеч е учредена с Определение № 1 от 22.ІІ.1952 г. на Годечкия народен съд. Кооперацията е имала дейност услуги на гражданите с отдели тенекеджийство, обувен отдел, бръснарски отдел, коларожелезарство и дърводелски отдел. Обявена в ликвидация с протоколно решение № 41/18.VIII.1958 г. на изпълнителния комитет на ДС на ТПК София. Ликвидацията на същата кооперация е приключена и е заличена с определение № 102 от 10.VII.1965 година с определение на Софийския народен съд.
Годеч е официално обявен за град на 18 юни 1956 г. През 2006 г. селището празнува 50-годишнина от обявяването му за град с присъствието на президента Георги Първанов.
През 1959 г.. е създадено туристическо дружество „Петрохан“.
Ако се проследи хронологично историята на града, се открояват следните важни за развитието му събития:
- 1880 – има околийско управление

- 1887 – строи се ново училище с четири учебни стаи
- 1899 – учредено е Народно читалище „Напредък“ – с. Годеч, Софийско
- 1900 – открити са пощата, прогимназията, седмичният пазар
- 1905 – създава се полицейски участък
- 1908 – създадени са първата кооперация и пчеларското дружество (село Голеш)
- 1908 открива се Народна прогимназия – с. Годеч, Софийско
- 1915 – открити са санитарен участък, земеделска банка, болница, съдилище
- 1920 – открита е млекарска кооперация, село Годеч става административен център на Царибродска околия
- 1920 – има околийски медицински лекар
- 1935 – открива се Допълнително земеделско училище
- 1942 – село Годеч става административен център на Годечка околия
- 1948 – създава се ТКЗС
- 1952 – учредена е Трудово-производителна кооперация (ТПК) „Победа“ – Годеч
- 1956 – Годеч е обявен за град
- 1959 – създава се туристическо дружество „Петрохан“
- 1960 – 1965 – построяват се заводите „Ком“ и „Магнит“

## Население
Численост на населението според преброяванията през годините:
| \| Година на преброяване \| Численост \| \| --------------------- \| --------- \| \| 1934 \| 3479 \| \| 1946 \| 3871 \| \| 1956 \| 4074 \| \| 1965 \| 4536 \| \| 1975 \| 5194 \| \| 1985 \| 5439 \| \| 1992 \| 5430 \| \| 2001 \| 5020 \| \| 2011 \| 4425 \| \| 2021 \| 4237 \| |           |
| Година на преброяване | Численост |
| 1934 | 3479      |
| 1946 | 3871      |
| 1956 | 4074      |
| 1965 | 4536      |
| 1975 | 5194      |
| 1985 | 5439      |
| 1992 | 5430      |
| 2001 | 5020      |
| 2011 | 4425      |
| 2021 | 4237      |

Етническият състав включва 4236 българи.

## Религия
Населението е 100% християнско.
Старата църква „Свети Димитър“ е от 1836 година. Иконостасът на новия храм „Свети Димитър“ (1937) е дело на дебърски майстори от рода Филипови.
На около 2,5 километра от центъра на града се намира Годечкия манастир „Свети Дух“. Обителта е действащ мъжки манастир. Манастирският храм е обновен е през 2019 година.
Между махалите Трап и Молак се намира параклисът „Свети Николай-Летни“. Той е изграден на мястото на средновековен манастир, който е разрушен след падането на България под османска власт. През 1929 година е изграден параклис, който обаче изгаря при пожар през 1970. През 1994 година е възстановен отново, а през 1998 година е изографисан.

## Политика
Представители на населението отчитат потребността от привличане на външни инвестиции за подобряване на инфраструктурата: пътища, електроснабдяване, комуникации, създаване на подходяща заетост за населението, подобряване на материално-техническата и кадрова осигуреност на местното училище с оглед осигуряване на обучението на местните деца.

## Икономика
През 1960-те години, на територията на град Годеч е построен завод „Магнит“, произвеждащ трансформатори, дросели, захранващи устройства, високомощни предпазители и други електрически елементи, част от които се изнасят. Днес „АК Магнит“ АД е акционерно дружество със 100% частен капитал и е част от шведската група фирми AQ Group. Основното производство на предприятието отново са трансформатори и други индуктивни компоненти.
Друг голям завод е бил „Ком“, за производство на телевизионни и радиоантени, антенни усилватели и колективни антенни системи и военни електронни устройства. Открит е бил и филиал в с. Комщица, Годечки окръг, където селяните (главно жени) са се занимавали със сглобяването и комплектоването на антени. През 90-те години заводът е закрит като неефективен.
През 2011 г. се открива завод за мощни светодиоди „Окта Лайт България“ АД.
В града съществува и завод за производство на нова, високотехнологична строителна технология – „ИБТ“ ООД, а също и мандра за производство на сирене и кашкавал.

## Обществени институции
- Общинска администрация
- Общински съвет
- Туристически информационен център
- Начално училище „Христо Ботев" (не се използва)
- СУ „Проф. д-р Асен Златаров"
- Обединено детско заведение (детска градина) „Юрий Гагарин“
- Помощно училище-интернат „Васил Левски“ (изоставено)

## Забележителности
Градът и околностите му се характеризират с живописна природа, чист въздух и природна свежест. В близост има няколко малки манастира и параклиса, запазили своята православна автентичност през годините.
В община Годеч няма курорт с национално значение, но планинският характер на местностите и природните дадености са благоприятствали изграждането на вилни зони около града и около селата Гинци, Връбница, Туден и др. На територията ѝ се намират хижа Малина и хижа Петрохан – в землището на село Гинци, до прохода Петрохан, които се посещават годишно от стотици туристи.
Горите в района на Чепън и подножията на връх Ком – с. Гинци, с. Комщица, с. Губеш, с. Смолча и др., са удобни за туризъм и лов.
Река Нишава, планинските рекички и водоемите до с. Връбница са подходящи обекти за спортен риболов. За тяхното редовно ежегодно зарибяване се грижи Ловно-рибарското дружество в Годеч.
На 1 януари 1899 г. будни и родолюбиви годечани основават читалище „Напредък“. Към него започва да работи библиотека, чийто фонд е набран предимно от дарения. Създава се и театрална трупа, която през 1900 г. изнася постановката „Многострадална Геновева“, посрещната с голям интерес от публиката.
През 1954 г. читалището е разширено, достроява се театрален салон с 300 места и нова сцена. По това време читалището се преименува на „Никола Йонков Вапцаров“. Оттогава до днес то не спира да работи, като осъществява просветна и културна дейност сред населението. Негови колективи са носители на златни медали от фестивала на народното творчество в Копривщица, участвали са в международни културни прояви.
Читалището разполага с богата материална база, която включва библиотека с 30 000 тома, три репетиционни зали, кинокабина, салон с 300 места, 2 гримьорни, гардеробни и складови помещения, оборудвана сцена, обширно фоайе, удобно за организиране на изложби. В читалището се занимават близо 70 самодейци. Работи музикална школа, има вокално-инструментална група и фолклорен ансамбъл „Лудо-младо“, обхващащ две възрастови групи.
В центъра на града е издигнат паметник на всички негови граждани, участвали във войните за България.

## Редовни събития
Всяка сряда в града се провежда пазарен ден. На този ден почти всички от Годеч и околността се събират и обикалят, дори и само за да разгледат и да си поговорят. На Видовден, който се отбелязва в последните 2 почивни дни от юни, се организира събор. Той се пада на празника Лисе, още наричан Елисей. Тогава в Годеч се събират хора от цяла България, близки, роднини и познати.

## Личности
- Лилка Троянова Богева – библиотекарка, носителка на златни медали от фестивала на народното творчество в Копривщица
- Симеон Басарини – художник, поет, писател, преводач
- Начо Борисов Василев – математик – доцент, доктор, ръководител на катедра във Военна академия „Г. С. Раковски“
- Михаил Виденов – академик, бащата на социолингвистиката в България
- Александър Вълчев – български инженер, основател на Националния политехнически музей, носител на наградата „Златен век“
- Ангел Гълъбов – вирусолог, академик; директор на Института по микробиология при БАН
- Стефан Павлов (Фифи Перото) – бивш български футболист, полузащитник. Играл е за „Ком“ (Годеч) (1962 – 1964), „Чепинец“ (Велинград) (1964 – 1967), „Левски“ (София) (1967 – 1972, 1973 – 1978), ПФК „Славия“ (София) (1972 – 1973) и „Етър“ (1978 – 1980). Има 7 мача за „А“ националния отбор (1968 – 1975)
- Иван Йорданов – бригаден адмирал, доцент. Службата си започва във Военноморска база Варна. По-късно е преподавател във Висшето военноморско училище, като дослужва до негов началник. След 1989 г. е аташе по отбраната във Великобритания и САЩ. От 2002 г. е преподавател в Техническия университет, Варна
- Младен Йорданов – учител по френски език, дългогодишен директор на гимназия „Проф. д-р Асен Златаров“ през 1950-те и 1960-те години.
- Венко Колев – керамик, професор в Художествената академия „Н. Павлович“
- Александър Милев – професор, превел „Илиада“
- Еленко Йосифов Модев – лесовъд, ръководил залесяването на много масиви в Годечка община в периода 1940 – 1975 г. Той е сред най-добрите есперантисти в България За неговата дейност е награждаван с държавни отличия
- Людмил Павлов – работил като началник „автобусни превози“ в „Кремиковци“, председател на Национална федерация „Металургия“ в КТ „Подкрепа“, председател на Фирмена синдикална организация „Подкрепа“ в „Кремиковци“
- Борис Симеонов – езиковед, професор в ШУ „Епископ Константин Преславски“
- Никола Виденов (р. 1924) – български политик от БКП
- Йеросхимонах Пахомий Зографски (16 септември 1922 – 10 март 2008 г.) – библиотекар на Зографския манастир. От 1953 г. игумен на манастира Св. Дух край град Годеч. Носител на орден Свети Свети Кирил и Методий (24 май 2005 г.).
- Васил Пейчев Динчев – царски офицер и ветеран от ВСВ потомък на поп Митре.

## Други
На Годеч е наречена улица в кварталите „Люлин“ и „Модерно предградие“ в София (Карта).
В чест на града е кръстен върха Годечки Нунатак на остров Ливингстън в Южните Шетландски острови , Антарктида.

## Побратимени градове
Годеч е побратимен град с:
- Цариброд, Сърбия
- Подолск, Русия